# Pribiszláv obodrita király
 Pribiszláv (1070 körül - 1156 után) obodrita uralkodó  (1131-1142).

## Fordítás
- Ez a szócikk részben vagy egészben  a   Pribislaw (Alt-Lübeck) című német Wikipédia-szócikk fordításán alapul.  Az eredeti cikk szerkesztőit annak laptörténete sorolja fel. Ez a jelzés csupán a megfogalmazás eredetét és a szerzői jogokat jelzi, nem szolgál a cikkben szereplő információk forrásmegjelöléseként.

### németül
- Lexikon des Mittelalters, 7. köttet 201. oldál
- Wolfgang H. Fritze: Probleme der abodritischen Stammes- und Reichsverfassung. In: Herbert Ludat (kiadó): Siedlung und Verfassung der Slawen zwischen Elbe, Saale und Oder. Schmitz Verlag, Giessen 1960, 141–219 oldál, itt 169ff. (zugl. Habilitationsschrift, FU Berlin 1959).
- Walther Lammers: Die Zeit bis zu Heinrich dem Löwen. In: Geschichte Schleswig-Holsteins, Bd. IV/4. 1981, S. 244f, 276ff., 340ff.